# Храмовно име
Храмовно име, мијао-хао (miàohào, 庙号), је посебна врста титуле која се постхумно давала кинеским царевима. Храмовна имена владара била су исписивана на таблице у царском храму предака (tàimiào, 太庙) и приношене су им жртве у складу са конфучијанским канонима.

## Систем храмовних имена
Храмовна имена била су много мање комплексна од постхумних имена. Састојала су се увек од два кинеска карактера: први је био придев, који је описивао владара одн. период његове владавине, а други је био карактер цу (zǔ, 祖, родоначелник) или цунг (zōng, 宗, предак). Цу се користило само за осниваче династија, и уз њих су најчешће ишли придеви: високи (gāo, 高) или узвишени (tài, 太). 
Као и код постхумних имена, постојао је прецизно одређен систем давања храмовних имена. Она су могла да буду похвале или покуде. Међутим, пошто су коришћена у храмовима, у другачијим околностима него постхумна имена, то су и могуће покуде биле замаскиране позитивним придевима који избегавају директно одређење те лоше појединости током цареве владавине. Тако би, на пример, лош и декадентан владар после смрти могао добити име Гуанг-цунг – светли или славни предак.
Нека од најчешће употребљаваних храмовних имена су:
- Таи-цу (太祖) и Гао-цу (高祖) била су резервисана за родоначелнике династија.
- Таи-цунг (太宗) је најчешће давано другом цару династије.
- Ш’-цу (世祖) и Таи-цунг (太宗) су владари који су успешно наставили дела својих предака и унапредили државу.
- Ш’-цунг (世宗) и Гао-цунг (高宗) су законодавци, и владари који су одржали успехе својих предака.
- Жен-цунг (仁宗), Сјуен-цунг (Xuānzōng, 宣宗), Шенг-цунг (圣宗), Сјао-цунг (孝宗), Ченг-цунг (成宗) и Жуи-цунг (睿宗) су мудри и племенити владари.
- Џунг-џунг (中宗) и Сјен-цунг (宪宗) су цареви током чије владавине је држава доживела успон и препород.
- Џ’-цунг (哲宗) и Сјинг-цунг (兴宗) су владари који су били тек делимично успешни за живота.
- Шен-цунг (神宗) и Јинг-цунг (英宗) су владари који нису имали довољно успеха у управљању државом.
- Д’-цунг (德宗) и Нинг-цунг (宁宗) су превише слаби и кукавички владари.
- Сјуен-цунг (Xuánzōng, 玄宗), Џен-цунг (真宗), Ли-цунг (理宗) и Дао-цунг (道宗) су имена која су се давала онима који су обмањивали друге.
- Му-цунг (穆宗) и Ђинг-цунг (敬宗) су владари који су подједнако имали и успеха и грешака.
- Гуанг-цунг (光宗) и Сји-цунг (熹宗) су били глупи и декадентни цареви.
- Аи-цунг (哀宗) и С’-цунг (思宗) су довели до пропасти државе и били поражени.

## Историја
Храмовна имена давана су несистематично, само неким владарима династија Шанг и Хан, а тек у династији Танг почињу се редовно давати свим царевима. У периоду пре династије Танг храмовна имена су се давала само успешним владарима, и владарима који су били узорни у врлинама (祖有功而宗有德). 
Пошто се састоје од само два карактера, лакши су од постхумних имена за памћење и употребу, тако да се користе за цареве династија Танг, Сунг и Јуан. За цареве династија Минг и Ћинг користе се њихова владарска имена.

## Утицај на друге земље
Обичај давања храмовних имена пренео се и на друге земље код којих је конфучијанизам имао значајног удела у обликовању културних образаца – на Кореју и Вијетнам. У Јапану обичај давања храмовних имена царевима не постоји.